# Jaera italica
Jaera italica är en kräftdjursart som beskrevs av Kesselyak 1938. Jaera italica ingår i släktet Jaera och familjen Janiridae.
Artens utbredningsområde är havet utanför Grekland. Inga underarter finns listade i Catalogue of Life.